# GSFC Complex INA
GSFC Complex INA è una città dell'India di 3.036 abitanti, situata nel distretto di Vadodara, nello stato federato del Gujarat. In base al numero di abitanti la città rientra nella classe VI (meno di 5.000 persone). L'acronimo GSFC sta per Gujarat State Fertilizers & Chemicals, INA per Industrial Notified Area ("Area Industriale Pianificata").

## Geografia fisica
La città è situata a 22° 21' 16 N e 73° 12' 10 E.

## Società

### Evoluzione demografica
Al censimento del 2001 la popolazione di GSFC Complex INA assommava a 3.036 persone, delle quali 1.586 maschi e 1.450 femmine. I bambini di età inferiore o uguale ai sei anni assommavano a 500, dei quali 284 maschi e 216 femmine. Infine, coloro che erano in grado di saper almeno leggere e scrivere erano 2.376, dei quali 1.278 maschi e 1.098 femmine.